# Макарино
Мака́рино (рос. Макарино) — присілок у складі Нюксенського району Вологодської області, Росія. Входить до складу Городищенського сільського поселення.

## Населення
Населення — 85 осіб (2010; 103 у 2002).
Національний склад (станом на 2002 рік):
- росіяни — 97 %